# Uma (Suméria)
Uma, conhecido também como Guisbã (em sumério: 𒄑𒆵𒆠; romaniz.: ummaKI,; a atual Um Alcaribe, Dicar no Iraque) foi uma antiga cidade da Suméria, bastante conhecida pelo conflito fronteiriço com Lagas. A cidade alcançou seu ápice em 2 350 a.C. sob o governo de Lugalzaguesi, que também controlava Uruque e Ur. Seu calendário é antecessor do calendário babilônico e do calendário hebraico pós-exílio.[carece de fontes?]

## História
Mais conhecida por seu longo conflito de fronteira com Lagas, conforme relatado por volta de 2 400 a.C. por Entemena (r. 2404–2375 a.C.), Uma atingiu seu apogeu por volta de 2 275 a.C., sob o governo de Lugalzaguesi (r. 2350–2316 a.C.), que também controlava Ur e Uruque. Sob a Terceira dinastia de Ur, a cidade tornou-se um importante centro provincial. A maioria dos mais de 30.000 tabuletas recuperados do site são textos administrativos e econômicos da época. Eles permitem uma excelente visão dos negócios em Uma. Uma foi abandonado após a Idade Média do Bronze.

## Artefatos

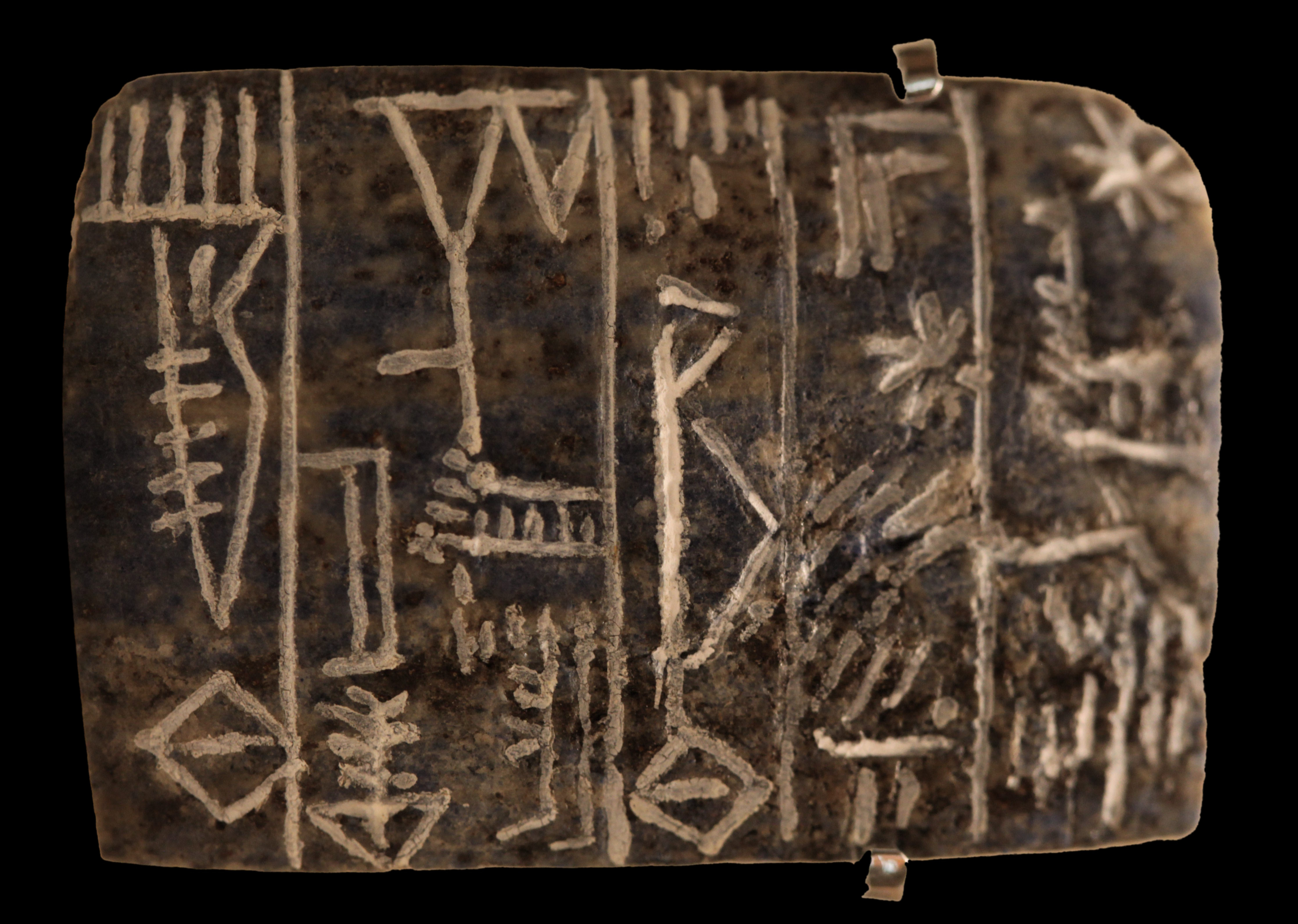
Tabuleta de Ur-Luma de Uma, filho de Enacale.
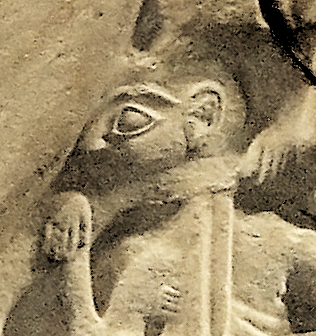
Homem de Uma aprisionado, talvez seja Uxe, na Estela dos Abutres.
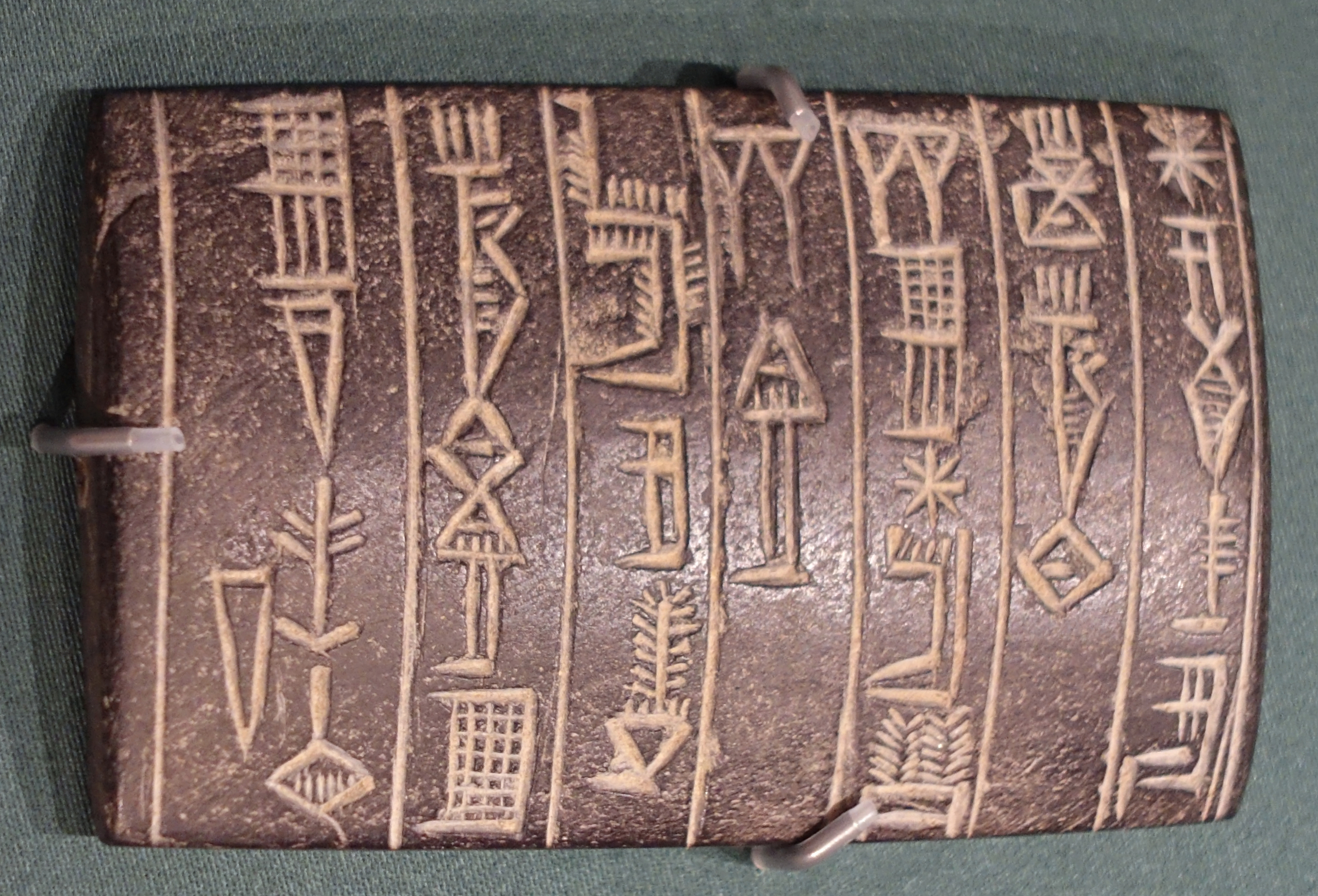
Tabuleta de pedra pertencida por Il de Uma por volta 2 400 a.C. no Museu Oriental da Universidade de Chicago.
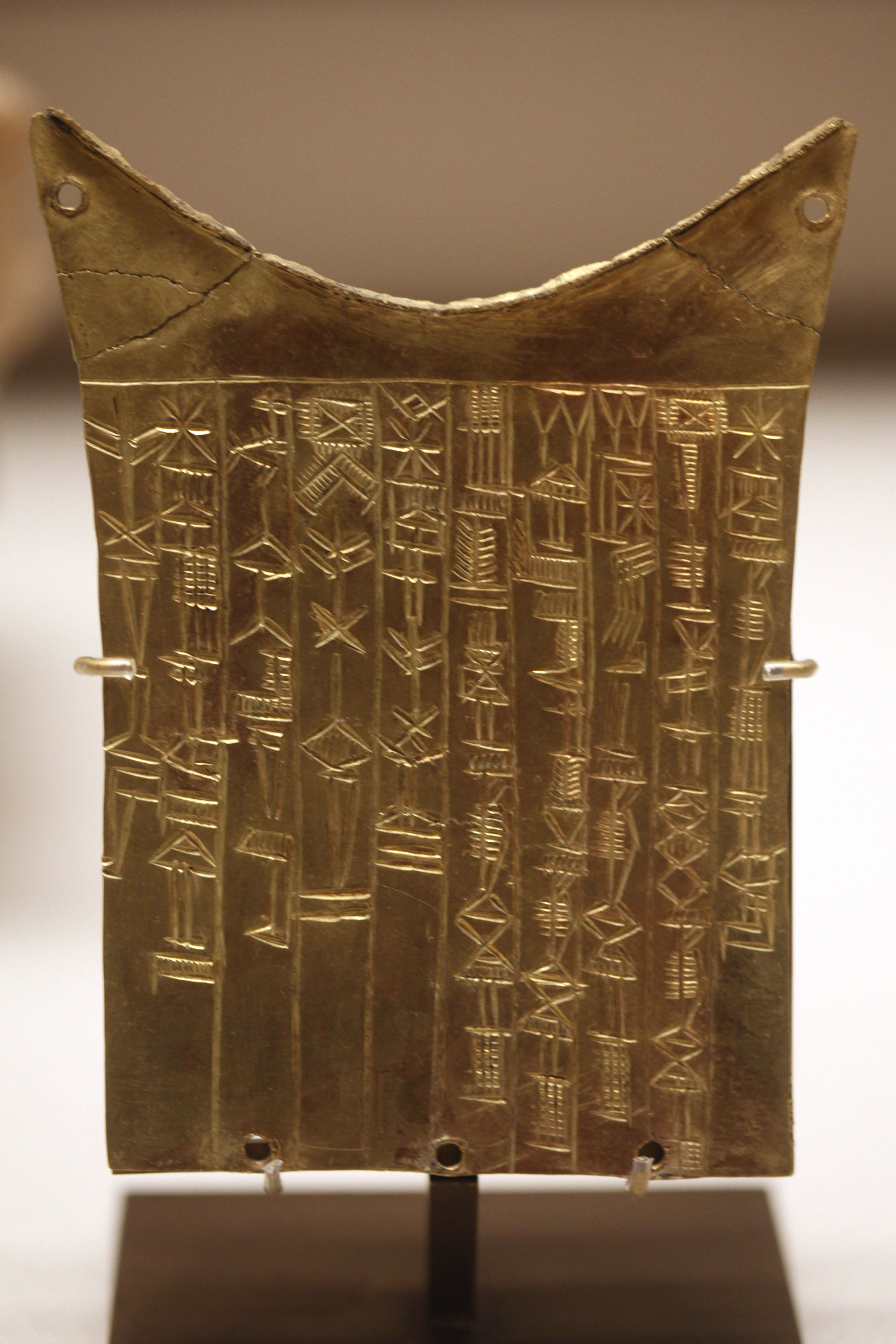
Placa votiva oferecida pela rainha Barairnum ao deus Chara em gratidão por poupar sua vida.
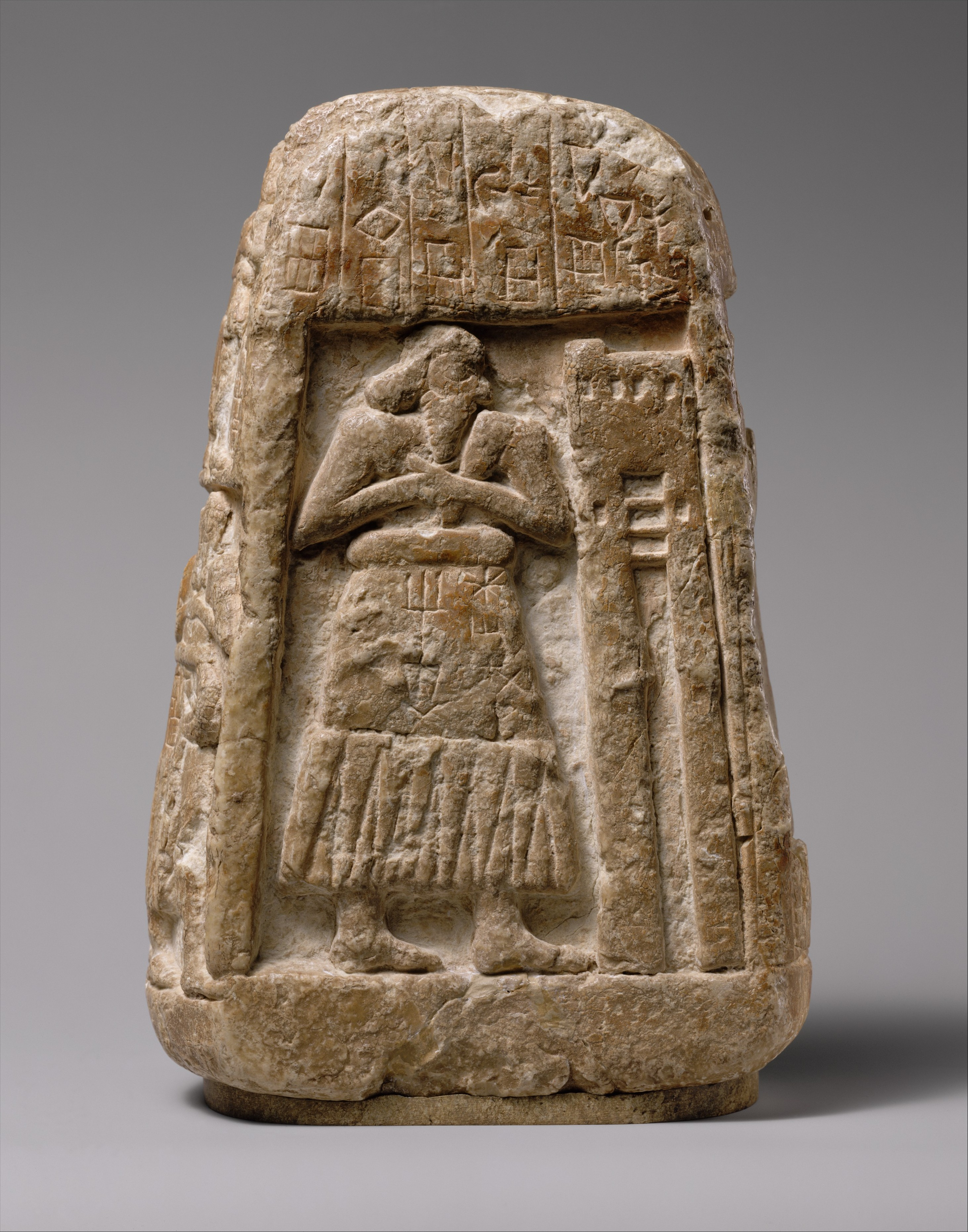
Estela de Usungal (2900–2700 a.C.) descoberto em Uma, Mesopotâmia. Atualmente está no Museu Metropolitano de Arte, Nova Iorque
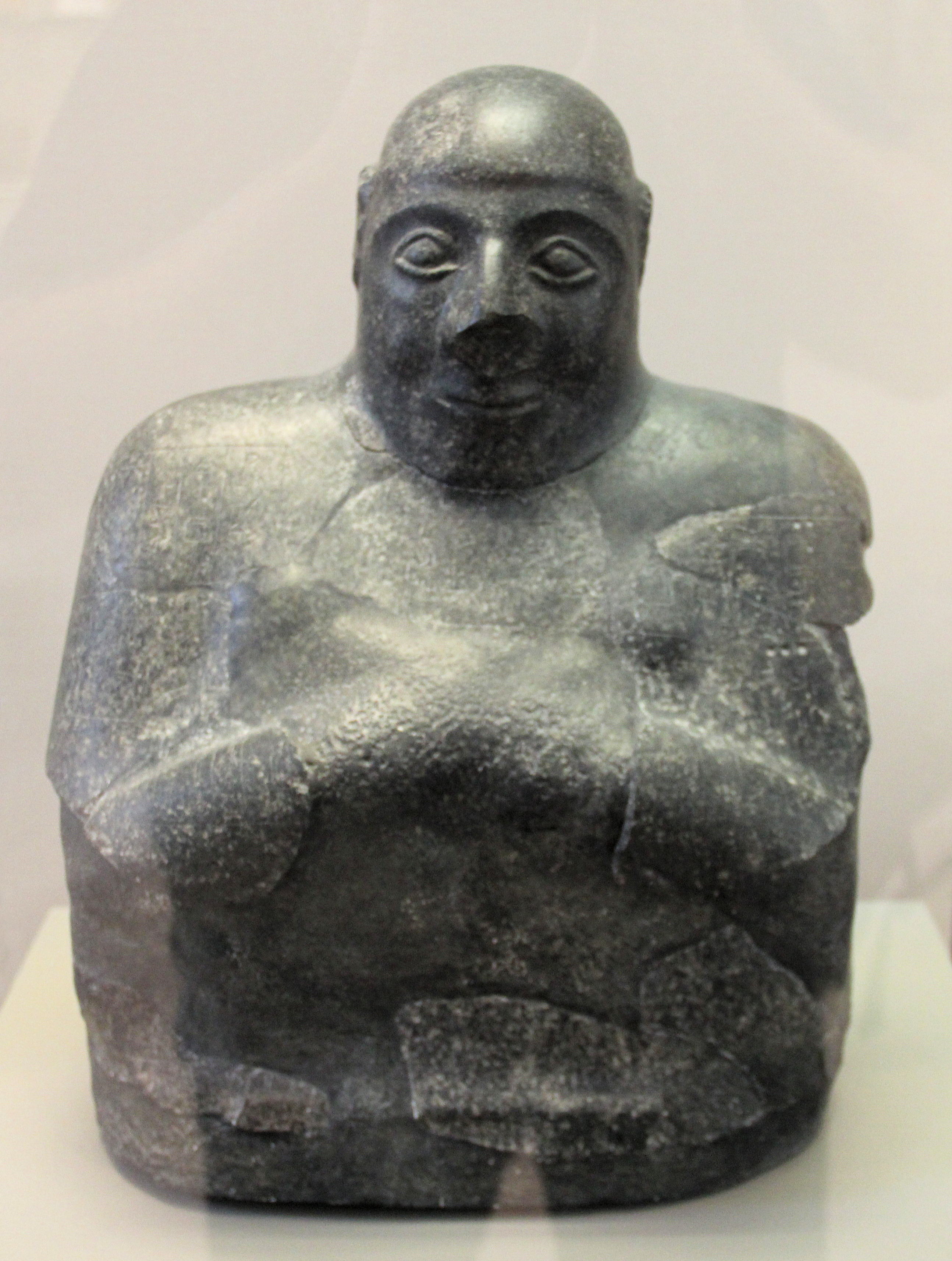
Estátua de diorito de Lupade, oficial na cidade de Uma, feita no início do Terceiro Período Dinástico, atualmente no Museu do Louvre